# دولنی سلیونو
دولنی سلیونو (به چکی: Dolní Slivno) یک منطقهٔ مسکونی در جمهوری چک است که در ناحیه ملادا بولسلاو واقع شده‌است. دولنی سلیونو ۱۱٫۳۶ کیلومتر مربع مساحت و ۳۰۷ نفر جمعیت دارد و ۲۶۸ متر بالاتر از سطح دریا واقع شده‌است.